# NGC 6804
NGC 6804, aussi surnommée la nébuleuse de la Boule de Neige est une nébuleuse planétaire située dans la constellation de l'Aigle. NGC 6804 a été découverte par l'astronome germano-britannique William Herschel en 1791. 

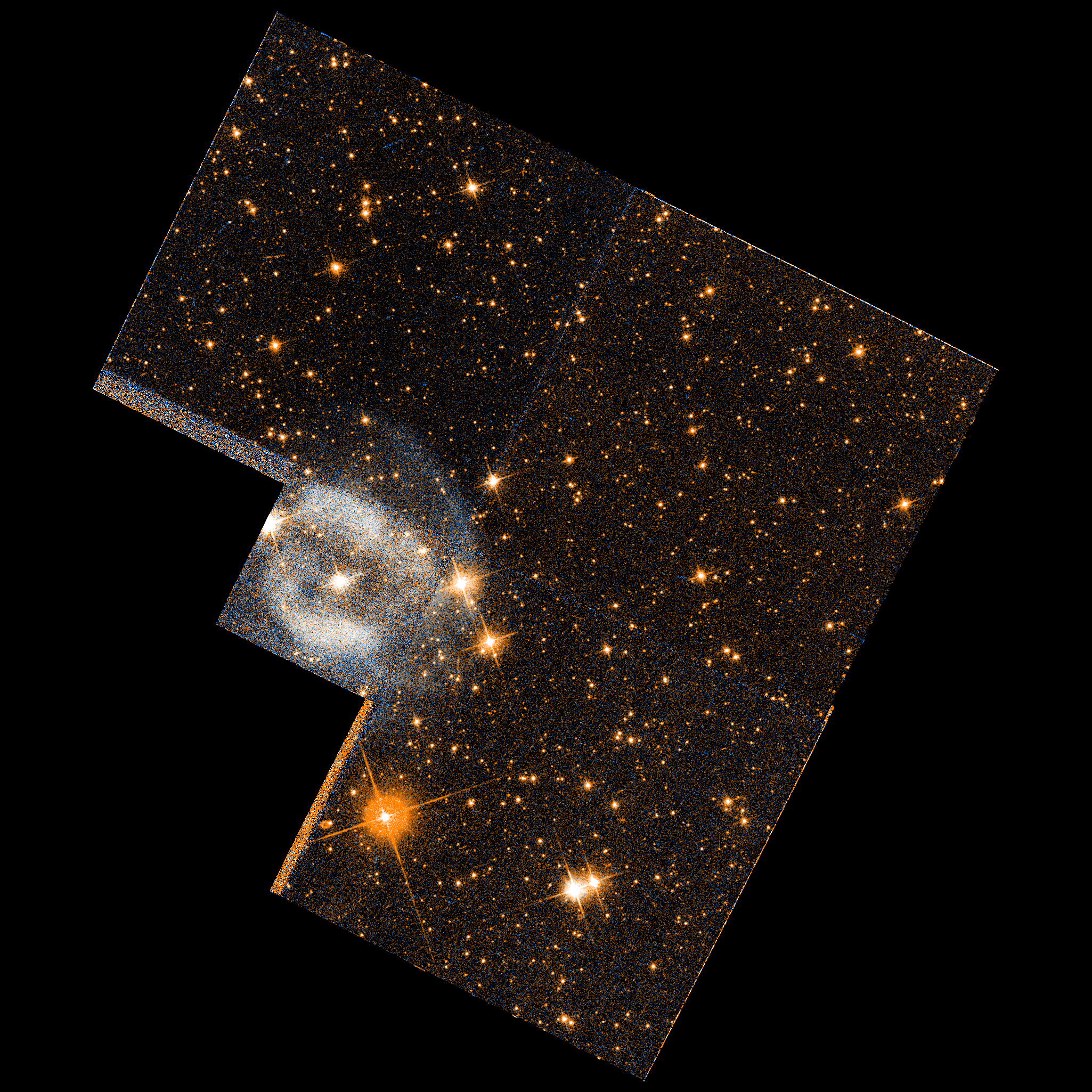
NGC 6804 par le télescope spatial Hubble.

## Observation
Avec une magnitude visuelle apparente de 12,0, il est possible de la voir dans un petit télescope dont l'ouverture est d'au moins 20 cm.  

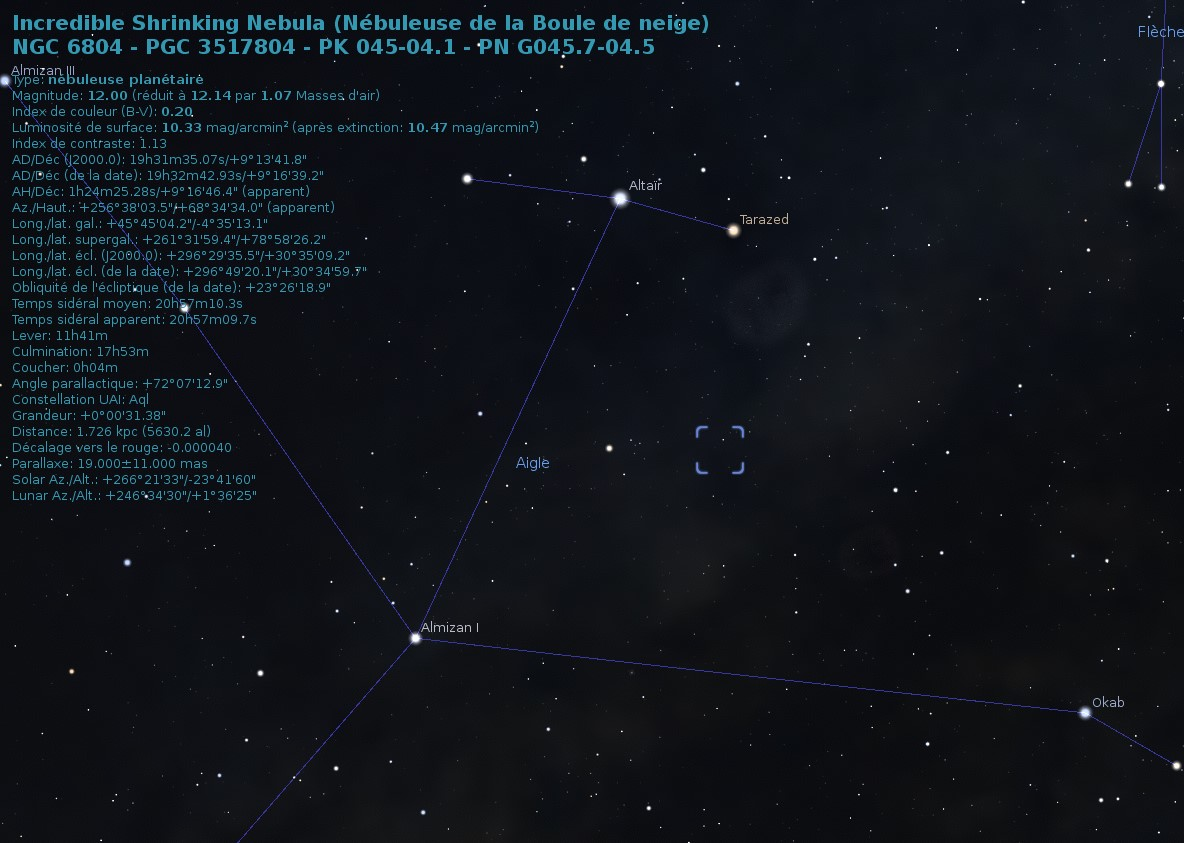
Emplacement de NGC 6804 dans la constellation de l'Aigle.

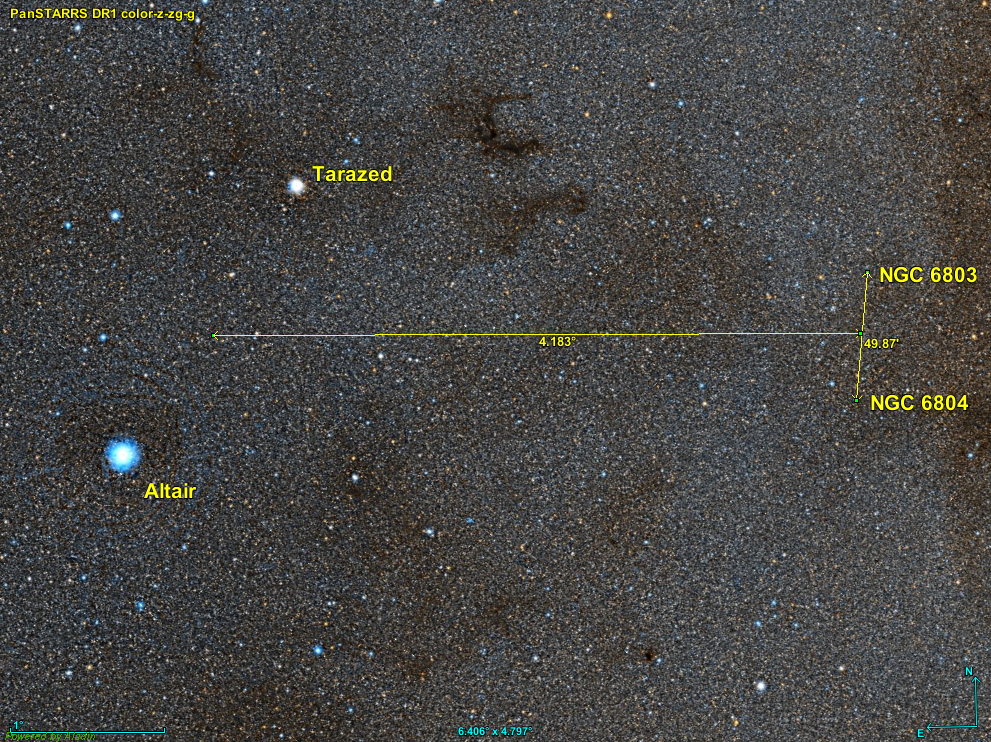
Position de NGC 6804 par rapport à des étoiles de la constellation de l'Aigle.

Une distance angulaire d'environ 50' séparent les nébuleuses planétaire NGC 6803 et NGC 6804. On peut donc dire qu'elles sont voisines l'une de l'autre. Elles sont situées à environ 4,2° à l'ouest de la ligne qui joint les étoiles Altaïr et Tarazed de la constellation de l'Aigle.

## Distance, taille et vitesse
Le logiciel en ligne Aladin Lite permet de consulter les données astronomiques de plusieurs catalogues, dont le « GAIA EARLY DATA RELEASE 3 (GAIA EDR3) ». Selon Gaia EDR3, la parallaxe de NGC 6804 est égale à 1,416 6 ± 0,067 5 mas, ce qui correspond à une distance comprise entre 674 pc et 741 pc (706 +35
−32 pc).
Deux vitesses indentiques égales à −13,0 ± 5,0 km/s et −13,0 km/s sont aussi indiquées par Simbad.